# Elisa Donovan
Elisa Donovan, pseudonimo di Lisa Adaline Donovan, (Poughkeepsie, 3 febbraio 1971), è un'attrice statunitense.

## Biografia
Conosce una certa notorietà nel 1994 interpretando il ruolo di Ginger la manipolatrice amica di Valerie Malone, in quattro episodi di Beverly Hills 90210. Ma è nel 2000 che conosce il successo, grazie al ruolo di Morgan nella serie Sabrina, vita da strega.
Al cinema è conosciuta per aver recitato il ruolo di Amber nella commedia Ragazze a Beverly Hills (ruolo che dal 1996 al 1999 ripropone nel omonima serie tv), e per aver partecipato ai film A Night at the Roxbury e Wolves of Wall Street, horror del 2002 con Eric Roberts.
La Donovan è apparsa anche nel video musicale degli 'N Sync I drive myself crazy.

## Filmografia

### Cinema
- Café Babel, regia di Juan Dapena - cortometraggio (1995)
- Ragazze a Beverly Hills (Clueless), regia di Amy Heckerling (1995)
- A Night at the Roxbury, regia di John Fortenberry (1998)
- 15 Minutes, regia di Mark F. Schwartz - cortometraggio (1999)
- Loving Jezebel, regia di Kwyn Bader (1999)
- Pop, regia di Brian Johnson (1999)
- Rebound Guy, regia di Mark Goffman - cortometraggio (2001)
- Liars Club, regia di Bruce Cacho-Negrete (2001)
- Wolves of Wall Street, regia di David DeCoteau (2002)
- A Girl's Guide to Depravity, regia di Heather Rutman - cortometraggio (2004)
- TV: The Movie, regia di Sam Maccarone (2006)
- Kiss Me Again, regia di William Tyler Smith (2006)
- The Bliss, regia di Lauren Patrice Nadler (2006)
- 15 Minutes of Fame, regia di Jo D. Jonz (2008)
- Supercuccioli - Un'avventura da paura! (Spooky Buddies), regia di Robert Vince (2011)
- Chasing Happiness, regia di Beni Atoori (2012)
- Complacent, regia di Steven R. Monroe (2012)
- MoniKa, regia di Steven R. Monroe (2012)
- Angie X, regia di Angie Wang (2017)

### Televisione
- Blossom - Le avventure di una teenager (Blossom) - serie TV, episodi 5x03-5x07 (1994)
- Renegade - serie TV, episodio 4x03 (1995)
- Simon - serie TV, episodio 1x04 (1995)
- Beverly Hills 90210 - serie TV, 4 episodi (1995-1996)
- Encino Woman - film TV (1996)
- Justice League of America - film TV (1997)
- Ragazze a Beverly Hills (Clueless) - serie TV, 62 episodi (1996-1999)
- Oh Baby - serie TV, episodio 2x01 (1999)
- Just Shoot Me! - serie TV, episodio 4x10 (1999)
- Jack & Jill - serie TV, episodi 1x18-1x19 (2000)
- Best Actress - film TV (2000)
- Spyder Games - serie TV, episodio 1x43 (2001)
- Sabrina, vita da strega (Sabrina, the Teenage Witch) - serie TV, 55 episodi (2000-2003)
- Giudice Amy (Judging Amy) - serie TV, episodi 5x13-5x14 (2004)
- Il desiderio di Eve (Eve's Christmas) - film TV (2004)
- NCIS - Unità anticrimine (NCIS: Naval Criminal Investigative Service) - serie TV, episodio 4x05 (2006)
- Killer diabolico (Framed for Murder) - film TV (2007)
- Cinque amiche e un ricatto (Betrayals) - film TV (2007)
- Shark Swarm - Squali all'attacco (Shark Swarm) - film TV (2008)
- Turbo Dates - serie TV, episodio 2x08 (2008)
- Sonny tra le stelle (Sonny with a Chance) - serie TV, episodio 1x07 (2009)
- The Lake - serie TV, 12 episodi (2009)
- Mamma, che Natale da cani! (The Dog Who Saved Christmas) - film TV (2009)
- Una sorpresa dal passato (A Golden Christmas) - film TV (2009)
- Un bianco Natale per Zeus (The Dog Who Saved Christmas Vacation) - film TV (2010)
- In Gayle We Trust - serie TV, 30 episodi (2009-2011)
- Appuntamento a San Valentino (Your Love Never Fails) - film TV (2011)
- Zeus alla conquista di Halloween (The Dog Who Saved Halloween) - film TV (2011)
- I 12 desideri di Natale (12 Wishes of Christmas) - film TV (2011)
- Whole Day Down - serie TV, 4 episodi (2012)
- Zeus e il Natale in California (The Dog Who Saved the Holidays) - film TV (2012)
- Zeus - Una Pasqua da cani (The Dog Who Saved Easter) - film TV (2014)
- Melissa & Joey - serie TV, episodio 3x28 (2014)
- Un'estate da cani - Il ritorno di Zeus (The Dog Who Saved Summer) - film TV (2015)
- HOARS (Home Owner Association Regency Supreme) - serie TV, episodio 1x02 (2015)

## Doppiatrici italiane
Nelle versioni in italiano delle opere in cui ha recitato, Elisa Donovan è stata doppiata da:
- Francesca Guadagno in Ragazze a Beverly Hills (film), Sonny tra le stelle
- Domitilla D'Amico in Ragazze a Beverly Hills (serie televisiva)
- Giuppy Izzo in Sabrina, vita da strega
- Claudia Catani in Appuntamento a San Valentino